# Алопа (мифология)
Алопа (др.-греч. Ἀλόπη) — персонаж греческой мифологии из аттического цикла, возлюбленная Посейдона и мать Гиппофоонта, убитая своим отцом Керкионом. Стала заглавной героиней нескольких античных трагедий, в том числе одной трагедии Еврипида.

## В мифологии
Античные авторы называют Алопу дочерью Керкиона — царя Элевсина в Аттике. Она отличалась необычайной красотой, и поэтому морской бог Посейдон сделал её своей возлюбленной. Алопа забеременела от бога и постаралась скрыть это от отца; родившегося ребёнка она отдала кормилице, чтобы та его выбросила. Керкион всё-таки узнал о случившемся. По словам Псевдо-Гигина, он приказал «запереть и убить» дочь. Ребёнок выжил и получил имя Гиппофоонт (или Гиппофоой), так как был вскормлен конями. Посейдон превратил тело Алопы в источник, получивший её имя.
Афинский герой Тесей во время своего пешего путешествия из Трезена в Афины убил Керкиона. Историк Истр сообщает, что дочь убитого Тесей похитил, а Плутарх пишет об изнасиловании. Никто из них не называют имя, но предположительно речь идёт именно об Алопе. Гиппофоонта Тесей сделал царём Элевсина.

## Память
Гиппофоонт в исторические времена считался эпонимом одной из аттических фил (Гиппофоонтиды), а потому миф об Алопе обрёл в Афинах относительную популярность. Алопа стала заглавной героиней трагедий Херила, Каркина Младшего, Еврипида. Тексты двух первых пьес утрачены полностью, от трагедии Еврипида осталось несколько небольших фрагментов. В этой пьесе, так же, как в «Авге», «Александре», «Мудрой Меланиппе», «Гипсипиле» драматург разрабатывал классический сюжет о детях, отнятых у матери и вскормленных животными, в современном духе, с добавлением бытовых мотивов. Возможно, именно содержание «Алопы» Еврипида пересказывает Псевдо-Гигин в своих «Фабулах». Впрочем, он делает это с явными ошибками; исследователей заставляет так думать двукратное повторение мотива подкидывания младенца и его чудесного спасения. Об Алопе писал логограф Гелланик во второй книге своих «Аттид», Ферекид считал эту героиню эпонимом города Алопа в Фессалии (по альтернативной версии, изложенной у Филонида, эпонимом была другая Алопа — дочь Актора).
Памятник Алопе стоял как минимум до II века н. э. на дороге из Элевсина в Мегары, рядом с палестрой Керкиона. Считалось, что именно на этом месте Керкион убил свою дочь. Миф об Алопе стал темой для изображения на одном римском саркофаге, найденном на Вилла Памфили (предположительно это сцена из трагедии Еврипида).